# Alaine Laughton
Alaine Smileton (sinh ngày 21 tháng 9 năm 1978), được biết đến với tên đầu tiên của cô, là một ca sĩ và nhạc sĩ reggae người Mỹ gốc Jamaica. Cô ấy được sinh ra ở New Jersey.

## 1998-2004
Năm 1988, Alaine xuất hiện trong bộ phim Clara's Heart cùng với Whoopi Goldberg. Cho đến cuối những năm 1990 và đầu những năm 2000, Alaine sống ở Hoa Kỳ và sáng tác nhạc và hát lại cho các nghệ sĩ Rocafella như Cam'ron và Freeway.
Cô đã quay trở lại Jamaica vào mùa hè năm 2004 để tập trung vào âm nhạc của chính mình sau khi làm việc trong ngân hàng đầu tư tại JPMorgan Chase.

## 2005 - nay
Năm 2005 "No Ordinary Love" là đĩa đơn đột phá của cô. Cô đã phát hành một số bản hit bao gồm "Deeper", 'Dreaming of You' "Hy sinh", 'Rise In Love' 'Sinh ra để chiến thắng', và Bye, Bye, Bye và 'You are Me'.
Album đầu tay của cô, mang tên Hy sinh, được phát hành vào đầu năm 2008. Album của cô, mang tên Luv A Dub, được phát hành tại Nhật Bản vào tháng 8 năm 2009. "Mười trái tim" đã được phát hành vào năm 2015.
Cô đã biểu diễn trên khắp thế giới thu hút được nhiều lượt theo dõi ở nhiều nước Đông Phi. Cô đã hợp tác thành công với những người của Reggae Music, bao gồm Shaggy, Beres Hammond, Beenie Man và nhiều người khác. Cô đã đồng sáng tác các bài hát nổi tiếng'Gimmie Likkle One Drop 'và' Wanty Wanty 'với Tarrus Riley và viết bài hát hit' Váy chặt chẽ 'cho Samantha J. Cô cũng đã viết bài hát hit' Automatic 'cho nữ hoàng nhạc reggae, Marcia Griffiths.
Bài hát đầu tiên cô độc lập sản xuất và phát hành, "You Are Me", được lấy cảm hứng từ sự xâm nhập diễn ra ở công viên giải trí Tivoli Gardens của Jamaica. Alaine thu hút sự chú ý đến thực tế rằng tất cả chúng ta là một và nếu chúng ta đối xử với nhau theo cách chúng ta đối xử với chính mình, rất nhiều bệnh tật trên thế giới có thể được chữa lành.
Alaine gần đây đã phát hành một video mới cho bài hát hit 'You Give Me Hope'. Cô là một thẩm phán thường trú trong chương trình tìm kiếm tài năng thực tế số một của Jamaica 'Digicel Rising Stars'. Tính cách lạc quan và năng lượng đẹp của cô đã gắn kết cô trong trái tim của người Jamaica và nhiều người hâm mộ trên toàn thế giới. Khả năng diễn xuất và hài kịch của cô đã được tăng cường tiếp xúc trên trang instagram của cô khi cô thể hiện khả năng sáng tạo của mình là diễn xuất và ca hát như nhiều nhân vật khác nhau.

## Danh sách đĩa hát

### Album phòng thu
| STT | Nhan đề | Thời lượng |
| --- | ------- | ---------- |

- Phát hành vào ngày 27 tháng 11 năm 2007, trên Don Corleon Records

| STT | Nhan đề | Thời lượng |
| --- | ------- | ---------- |

Phát hành vào ngày 6 tháng 8 năm 2009, trên Koyashi Haikyu Records
| STT | Nhan đề | Thời lượng |
| --- | ------- | ---------- |

### Đĩa đơn

#### Đĩa đơn solo
- "Sự hy sinh"
- "Không có bạn"
- "Không có tình yêu thông thường"
- "Mãi mãi nhiều hơn" (hợp tác với Tarrus Riley)
- "Flashback to Dancehall" (gồm 8 Bars)
- "Mù màu"
- "Luv a Dub" (hợp tác với Buju Banton))
- "Tôi và bạn (Bí mật)" (hợp tác với Chino)
- "Chạm (Bật và Bật)"
- "Đức Giê-hô-va"

#### Đĩa đơn nổi bật
- "Dreaming Of You" (Beenie Man hợp tác với Alaine)
- "Tôi yêu Yuh" (Busy Signal hợp tác với Alaine)
- "Dying For A Cure" (Wayne Marshall hợp tác với Alaine)
- "HeartBeat" (Mavado hợp tác với Alaine)
- "Tonight" (Machel Montano hợp tác với Alaine)
- "Âm thanh tình yêu" (Beres Hammond kết hợp với Alaine, nhỏ>
- "For Your Eyes Only" (Shaggy kết hợp với Alaine)
- "Ride" (Tony Matterhorn hợp tác với Alaine)
- "Nakupenda Pia (I LOVE YOU TOO)" (Kevin Wyre hợp tác với Alaine)
- "Wafula" (Alaine kết hợp với Churchill)
- "I DO" (Willy Paul hợp tác với Alaine)